# 藤園さとみ
藤園 さとみ（ふじその さとみ）は、元宝塚歌劇団花組副組長（男役）。東京都大田区出身。金城学院出身。宝塚歌劇団時代の愛称はオムコ。

## 来歴・人物
1961年に宝塚音楽学校に入学し、1963年に卒業。同年、宝塚歌劇団に49期生として入団し、星組公演『花詩集-1963年』で初舞台を踏む。入団時の成績は62人中14位。1964年12月1日、花組配属となる。
1979年から宝塚退団の年まで花組副組長を務める。
1980年9月30日に宝塚歌劇団を退団。

## 宝塚歌劇団時代の主な舞台
- 『小さな花がひらいた』中島市蔵 役（1971年10月 - 11月）
- 『ベルサイユのばら』マロン・グラッセ 役（1975年8月 - 9月）
- 『風と共に去りぬ』エルシング夫人 役（1978年2月 - 3月）
- 『風と共に去りぬ』マミー 役（1978年4月 - 5月：福岡市民会館、1978年5月：小倉市民会館）
- 『エコーズ』悪魔 役（1978年9月 - 11月）
- 『花影記』町衆 役（1979年3月 - 5月）[2]